# Walentina Michailowna Sorogoschskaja
Walentina Michailowna Sorogoschskaja (russisch Валентина Михайловна Сорогожская, eigentlich: Sedych russisch Седых; geb.: Chilowa russisch Хилова, * 16. Juni 1912 in Odessa, Russisches Kaiserreich; † 8. April 1988 in Moskau) war eine sowjetische Film- und Theater-Schauspielerin.

## Leben und Leistungen
Walentina Sorogoschskaja kam als Walentina Michailowna Chilowa im ukrainischen Odessa zur Welt, ihr Vater war Kapitän. Da sie den Familiennamen ihrer Mutter trug, wurde sie möglicherweise unehelich geboren.
Chilowa besuchte zeitweise die Odessaer Schule für Choreografie, schloss selbige aber nicht ab. 1935 trat sie in die Schauspielschule des Mossowjet-Theaters ein und ließ sich anschließend an der Schule des Moskauer Stadttheaters ausbilden. Hier wurde die Nachwuchsdarstellerin, die bereits das Pseudonym Sorogoschskaja trug, von Mitarbeitern des Sojusdetfilmstudios entdeckt und zu einem Eignungstest eingeladen. Sie konnte die Verantwortlichen von sich überzeugen und erhielt eine tragende Nebenrolle in dem Drama Шел солдат с фронта (Schel soldat s fronta, 1939) unter der Regie von Wladimir Grigorjewitsch Legoschin sowie in Alexander Rous Märchenfilm Die schöne Wassilissa (1940), wo sie die weibliche Hauptrolle gab. Ihre Laufbahn wurde jedoch durch die Geburt ihres Sohnes Walentin am 9. September 1940 unterbrochen. Sein Vater war angeblich ein Akrobat des Nikitin-Zirkus. Kurz darauf heiratete  Sorogoschskaja Fjodor Sergejewitsch Sedych (1901–1971), den stellvertretenden Leiter des Hauses der Komponisten, einer dem Komponistenverband unterstehenden Konzerthalle. Sedych, der bereits zwei Söhne hatte, adoptierte Walentin und gab ihm auch seinen Vaters- und Familiennamen. Während der Evakuierung kam 1942 in Swerdlowsk die gemeinsame Tochter Irina zur Welt. Sorogoschskaja trat bis zum 15. August 1946 bei der dortigen Philharmonischen Gesellschaft auf, danach entschieden sie und ihr Mann sich für eine gemeinsame Tournee. Während die Kinder bei  Sorogoschskajas Mutter in Odessa lebten, trat das Paar in verschiedenes Städten in der Sowjetunion auf, wo sie Vorträge über künstlerische Themen hielten und Anekdoten aus ihrem eigenen Schaffen vortrugen. Abgeschlossen wurden die Auftritte durch die Vorführung von Die schöne Wassilissa. Beide erhielten seitens des Publikums und der Kritiker großen Zuspruch. Während dieser Zeit starb jedoch Sorogoschskajas Mutter. Walentin wurde im Zeitraum vom 1. April 1948 bis zum 20. Juni 1949 in einem Waisenhaus in Swerdlowsk untergebracht, während Irina sie fortan auf der Tour begleitete. Am 6. September 1947 brachte Sorogoschskaja einen Sohn zur Welt, der nach seinem Vater benannt wurde. Ende der 1940er Jahre erhielt das Paar eine kleine Unterkunft in Moskau, sodass die Familie wieder vereint werden konnte. 
Als Fjodor heranwuchs, plante Sorogoschskaja den Wiedereintritt in ihren ehemaligen Beruf und wurde auch zu mehreren Fototerminen eingeladen, die Eifersucht ihres Ehemannes stand dem jedoch im Weg. Letztlich trennte sich das Paar in den frühen 1950er Jahren. Daraufhin trat sie von 1952 bis 1954 für das Theaterkollektiv des Hauses der kulturellen Zusammenarbeit in Howard Fasts Thirty Pieces of Silver, Lew Tolstois Der lebende Leichnam und Maxim Gorkis Wassa Schelesnowa auf. 1954 heiratete die dunkelhaarige Mimin den Schauspieler Jewgeni Jefimowitsch Teterin (1905–1987) und zog sich erneut ins Privatleben zurück. Teterin kaufte eine Zweizimmerwohnung für die Familie, während Walentin in der ehemaligen Wohnung blieb. Er besuchte die Moskauer Staatliche Technische Universität „N. E. Bauman“, brach das Studium aber vorzeitig ab. Aus einer frühen Ehe ging ein Sohn hervor. Seinen Lebensunterhalt verdiente der junge Mann zeitweise als Tierpfleger in einem Zirkus, sein Traum von einer eigenen Zirkusnummer erfüllte sich jedoch nicht. Nach seiner zweiten Hochzeit und der Geburt eines weiteren Sohnes versuchte sich Walentin Sedych als Drehbuchautor, scheiterte aber auch hier. Schließlich verlor er beide Söhne, fing an zu 
trinken und starb im Jahr 2015. Sein jüngerer Bruder Fjodor arbeitete als Filmvorführer und starb im Jahr 2013, ebenso wie später Walentin, an den Folgen des Alkohols. Irina Sedych wurde Dolmetscherin, heiratete einen Franzosen und zog mit ihm in seine Heimat.
Walentina Sorogoschskaja konnte durch ihre Ehe mit Jewgeni Teterin weiterhin Verbindungen zum Filmgeschäft halten und wurde bis zu Alexander Rous Tod auch regelmäßig zu Jubiläumsveranstaltungen für die Die schöne Wassilissa eingeladen. Die Ehe mit Teterin gestaltete sich trotz der unterschiedlichen Charaktere Beider als harmonisch. Nachdem er einen Schlaganfall erlitt, kümmerte sie sich bis zu seinem Tod um den nun 
Schwerbehinderten, den sie nur um etwa ein Jahr überlebte. Auf eigenen Wunsch hin ließ ihre Schwiegertochter Ondelka Djulowna, Walentins zweite Ehefrau, ihren Leichnam einäschern und auf dem Friedhof von Domodedowo beisetzen. Die Urnen Walentins und ihrer beiden 1996 und 2006 verstorbenen Enkelsöhne wurden ebenfalls in das Grab gegeben.

## Filmografie
- 1939: Шел солдат с фронта (Schel soldat s fronta)
- 1940: Die schöne Wassilissa (Wasilisa Prekrasnaja)